# جان کرامر (کشیش)

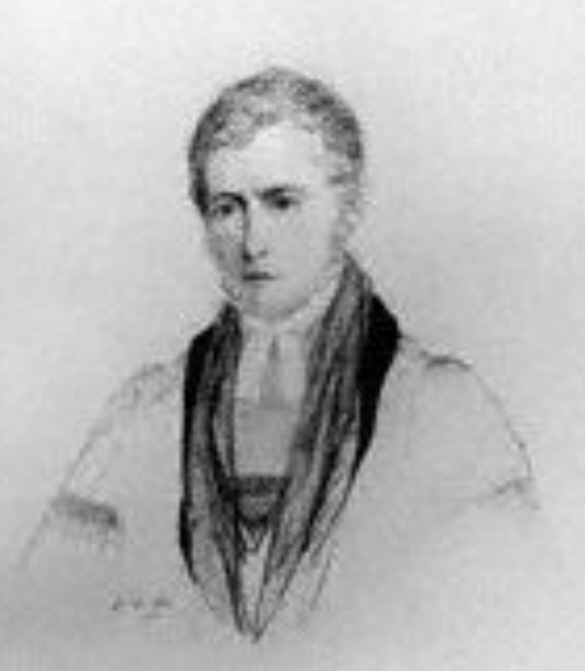
جان کرامر، پژوهش‌گر و جغرافی‌دان انگلیسی

جان آنتونی کرامر (متولد ۱۷۹۳، درگذشت ۲۴ اوت ۲۸۴۸) پژوهش‌گر و جغرافی‌دان کلاسیک انگلیسی که در میتلودی سویس به دنیا آمده بود.

## سابقه تحصیلی
او در کلیسا کریست و وست‌مینستر آکسفورد تحصیل کرده بود. او تا سال ۱۸۴۴ در آکسفورد ماند؛ که در این زمان پست‌های مهم متفاوتی را بر عهده داشت و واعظ عمومی در نیو این هال (کالج سنت پیترز آکسفورد ۱۸۳۱–۱۸۴۷) و استاد تاریخ مدرن (منصوب پادشاه) بین سال‌های ۱۸۴۲ تا ۱۸۴۸ شد.

## آثار
آثار عبارتند از:
- A Dissertation on the Passage of Hannibal over the Alps, published with his cousin, Henry Lewis Wickham[۱] (2nd ed. , ۱۸۲۸).
- geographical and historical descriptions of Ancient Italy (1826)
- Ancient Greece (1828)
- Asia Minor (1832)
- Travels of Nicander Nucius of Corcyra traveller of the 16th century in England (1841)
- Catenae Graecorum Patrum in Novum Testamentum (1838–1844)
- Anecdota Graeca e codd. manuscriptis bibliothecarum oxoniensium (4 vols, 1835-1837)[۲]
- Anecdota Graeca (from the manuscripts of the royal library in Paris, 4 vols, 1839–1841).[۳]